# 朗贝维莱
朗贝维莱（法語：Rambervillers，法語發音：[ʁɑ̃bɛʁvile] ⓘ）是法国大东部大区孚日省的一个市镇，位于该省东北部，属于埃皮纳勒区。朗贝维莱被认为是法国美食牛头肉的发源地之一。

## 地理
朗贝维莱（48°20'45"N, 6°38'5"E）面积20.64 平方千米，位于法国大東部大區孚日省，该省份为法国东北部内陆省份，北起默兹省和默尔特-摩泽尔省，西接上马恩省，南至上索恩省和贝尔福地区省，东临上莱茵省和下莱茵省。
与朗贝维莱接壤的市镇（或旧市镇、城区）包括：罗维尔欧谢讷、昂格勒蒙、布吕、栋西耶尔、让梅尼勒、罗蒙、圣戈尔贡、沃梅库尔。

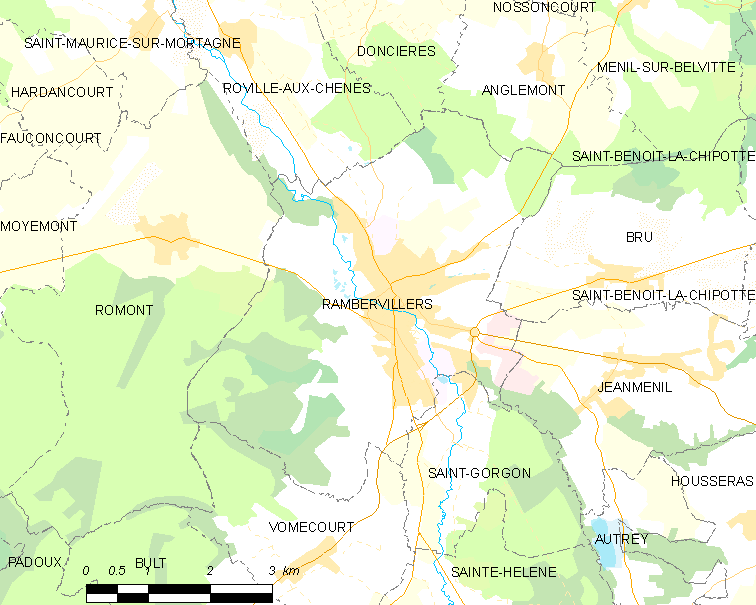
朗贝维莱的OSM定位图

朗贝维莱的时区为UTC+01:00、UTC+02:00（夏令时）。

## 行政
朗贝维莱的邮政编码为88700，INSEE市镇编码为88367。

## 政治
朗贝维莱所属的省级选区为孚日圣迪耶第一县。

## 人口

1962-2008年间朗贝维莱人口变化图示

朗贝维莱于2022年1月1日时的人口数量为5032人。